# Natalia Gavrilița
Natalia Gavrilița   (Malaeshty, 21 de setembre de 1977) és una economista i política moldava. Fou primera ministra de Moldàvia del govern dirigit per la presidenta Maia Sandu del 6 d'agost del 2021 al 10 de febrer de 2023. Va ser la tercera dona a ocupar el càrrec de primera ministra a Moldàvia. Havia estat anteriorment ministra de finances sota la presidència d'Igor Dodon i la primera ministra Sandu, càrrec que ocupà entre juny i novembre del 2019.

## Biografia
Ion Chicu va dimitir com a primer ministre el 23 de desembre de 2020 enmig de les protestes que reclamaven eleccions parlamentàries anticipades i va ser substituït per Aureliu Ciocoi en funcions el 31 de desembre de 2020. Proposada Gavrilița com a primera ministra per Maia Sandu el febrer de 2021, el seu càrrec va ser rebutjat per la majoria parlamentària del Partit dels Socialistes de la República de Moldàvia i el Partit Șor.

### Primera ministra
Gavrilița fou proposada de nou per Maia Sandu durant l'estiu de 2021 després de les eleccions legislatives de Moldàvia de 2021 en que el Partit d’Acció i Solidaritat (PAS) va guanyar per majoria absoluta, va ser finalment nomenada juntament amb el seu gabinet. Gavrilita va prendre possessió el 6 d’agost del 2021, tot formant un govern integrat per tretze ministres després d’haver rebut el suport dels seixanta-un diputats del PAS. Tanmateix, el mandat va estar marcat per la inestabilitat, amb la dimissió de cinc ministres i vice-ministres, i per la guerra d'Ucraïna.
Al juny de 2023, Moldàvia va rebre l'estatus de candidat a la membre de la Unió Europea, juntament amb Ucraïna, i Gavrilița va dimitir el 10 de febrer de 2023 després de no aconseguir que es promulgués el seu paquet de reformes, sent rellevada per Dorin Recean.